# Partit Socialdemòcrata i Laborista
Partit Socialdemòcrata i Laborista (irlandès Páirtí Sóisialta Daonlathach an Lucht Oibre, anglès Social Democratic and Labour Party, SDLP) és un partit polític d'Irlanda del Nord, d'ideologia socialdemòcrata i nacionalista irlandès, fundat el 1970 per Gerry Fitt. Era el principal partit catòlic fins que fou desplaçat a poc a poc pel Sinn Féin. El seu cap és Colum Eastwood.
Durant els anys 70 i 80 s'oposà als mètodes de l'IRA i rebutjà la violència, volia defensar els drets civils dels irlandesos catòlics i una Irlanda unida per mètodes constitucionals, entre nacionalisme i socialdemocràcia, i demanaven un Consell d'Irlanda. És membre de la Internacional Socialista i del Partit Socialista Europeu, on manté lligams amb els laboristes britànics i els laboristes irlandesos. Té 3 diputats a Parlament del Regne Unit i 16 a l'Assemblea d'Irlanda del Nord.

## Origen
Fou creat el 1970 quan sis diputats del Stormont i un senador, membres del Partit Republicà Laborista (fracció del Partit Laborista Irlandès), els National Democrats i membre del Partit Laborista d'Irlanda del Nord s'unificaren en un nou partit. D'antuvi rebutjaren la política abstencionista del Partit Nacionalista i intentaren lluitar a favor dels drets civils dins el Stormont, encara que aviat s'adonaren que el sistema era irreformable.
Va treure 19 diputats de 75 i va formar part del govern de Brian Faulkner el 1974. Aleshores va promoure el Fòrum per una Nova Irlanda, on proposava la creació d'una unitat conjunta Irlanda-Regne Unit perquè governés Irlanda del Nord. Garret Fitzgerald accepta però Margaret Thatcher ho menysprea. Això donà força electoral al Sinn Féin, després de la vaga de fam de 1981. Des d'aleshores treballà per al consens entre les dues autoritats.
Fou un dels signants de l'Acord de Divendres Sant. Fins al 1998 fou el partit catòlic més votat, però a les eleccions de 2001 i 2005 fou desplaçat pel Sinn Féin. El 1979 aconseguiren un eurodiputat per a John Hume, que van perdre a les eleccions europees de 2004 a favor del Sinn Féin. A les eleccions al Parlament del Regne Unit de 2005 només manté els feus electorals de South Down, South Belfast i Londonderry.

## Líders
- Gerry Fitt (1970–79)
- John Hume (1979–2001)
- Mark Durkan (2001–actual)

## Diputats del SDLP

### Al Parlament del Regne Unit
- Mark Durkan — Foyle
- Alasdair McDonnell — Belfast South
- Margaret Ritchie — South Down

### A l'Assemblea d'Irlanda del Nord
- John Dallat — East Londonderry
- Mark H. Durkan — Foyle
- Gerard Diver — Foyle
- Colum Eastwood — Foyle
- Patsy McGlone — Mid Ulster
- Dominic Bradley — Newry and Armagh
- Alban Maginness — Belfast North
- Daniel McCrossan — West Tyrone
- Fearghal McKinney — Belfast South
- Claire Hanna — Belfast South
- Karen McKevitt — South Down
- Seán Rogers — South Down
- Dolores Kelly — Upper Bann
- Alex Attwood — Belfast West